# Фредрик Адольф
Фредрик Адольф (швед. Fredrik Adolf; 1750—1803) — принц Швеции, герцог Эстергётландский (швед. hertig av Östergötland).

## Биография
Родился 18 июля 1750 года в Дротнингхольмском дворце. Младший сын короля Швеции Адольфа Фредрика и его жены Луизы Ульрики.
В детстве у Фредрика было слабое здоровье, поэтому он не смог получить хорошее образование. По военной линии он был полковником в 1762 году, генерал-майором в 1768 году, генерал-лейтенантом в 1774 году, командиром Вестманландского полка в 1775 году и фельдмаршалом в 1792 году. Участвовал в Русско-шведской войне 1788—1790 годов. Был участником Государственного переворота Густава III.
Уйдя с военной службы, увлекался охотой и проводил много времени в своем загородном замке Tullgarns. Являлся почётным членом шведской Королевской академии свободных искусств.
В 1800 году Фредерик Адольф покинул Швецию по состоянию здоровья и отправился в Германию, а затем во Францию, где и умер в Монпелье 12 декабря 1803 года. Был похоронен в Стокгольме в церкви Риддархольмена.
Награждён многими орденами, в числе которых орден Серафимов и орден Меча.

### Личная жизнь
Принц Фредрик Адольф был наиболее известен своими любовными историями. Он никогда не был женат, несмотря на несколько намерений жениться. Первое предложение он сделал графине Ульрике фон Ферзен, но обе семьи были против этого брака. Чтобы забыть Ульрику, Фредрик сопровождал своего брата Густава во Францию в 1770 году. В 1774 году он сделал предложение графине Еве фон Ферзен, кузине Ульрики, но и семья Евы противилась этому союзу. Фредрик Адольф был отправлен в 1776 году в Италию и находился там, пока она не вышла замуж.
С 1778 по 1795 год Фредрик Адольф находился в отношениях с балериной Софи Хагман, которую любили при дворе. В феврале 1787 года у них родилась дочь София Фредрика (Sophia Fredrica). В 1780 году Фредрик Адольф временно прекратил свои отношения с Хагман и сделал предложение Маргарете Ловисе Врангель (Margaretha Lovisa Wrangel). Король дал разрешение на этот брак с условием, что он будет отложен на год, в течение которого Маргарету направили в Сконе, надеясь, что она передумает. Так всё и произошло, в результате Фредрик Адольф вернулся к Софи Хагман в 1781 году.
После прекращения отношений с Хагман, Фредрик Адольф делал ещё предложения британской принцессе Августе Софии в 1797 году и Доротее фон Медем, вдовствующей герцогине Курляндской, в 1801 году, но ни один из браков не был осуществлен.